# Anaulacomera nodulosa
Anaulacomera nodulosa är en insektsart som beskrevs av Carl Stål 1873. Anaulacomera nodulosa ingår i släktet Anaulacomera och familjen vårtbitare. Inga underarter finns listade i Catalogue of Life.